# Zwierzynek (Zwierzyn)
Zwierzynek (niem. Neumühle) – kolonia wsi Zwierzyn, w Polsce, w województwie zachodniopomorskim, w powiecie choszczeńskim, w gminie Choszczno. W latach 1975–1998 miejscowość administracyjnie należała do województwa gorzowskiego. Kolonia wchodzi w skład sołectwa Zwierzyn. Najbardziej na południe położona miejscowość gminy.

## Geografia
Kolonia leży ok. 1 km na południe od Zwierzyna, nad rzeką Małą Iną.